# 宇都宮駅
宇都宮駅（うつのみやえき）は、栃木県宇都宮市川向町（かわむこうちょう）にある、東日本旅客鉄道（JR東日本）および日本貨物鉄道（JR貨物）の駅である。事務管コードは▲411012。
本項では、隣接する宇都宮ライトレール宇都宮芳賀ライトレール線の宇都宮駅東口停留場（うつのみやえきひがしぐちていりゅうじょう）についても記述する。
当駅には在来線の宇都宮線列車（上野駅発着、上野東京ライン、湘南新宿ライン、黒磯駅発着など）、日光線列車、烏山線列車、東北新幹線「やまびこ」「なすの」、山形新幹線「つばさ」が発着する（東北新幹線の最速達列車である「はやぶさ」、秋田新幹線「こまち」は通過）。

## 乗り入れ路線
- JR東日本
  - 東北新幹線[5]
  - 東北本線（宇都宮線） - 所属路線 [5]
  - 日光線[5]。
  - 烏山線 - 東北本線経由[5]
- 宇都宮ライトレール
  - 宇都宮芳賀ライトレール線

2022年以降、宇都宮線は当駅を境に南北で系統分離されたため、在来線の列車はほぼ全ての列車において当駅が始発、終着駅となっている。かつて2002年の東北新幹線盛岡駅 - 八戸駅間延伸開業までは、秋田新幹線も停車していた。
なお、東北本線は日本貨物鉄道（JR貨物）が第二種鉄道事業者となっているが、当駅は現在臨時車扱貨物のみを取り扱っており、定期貨物列車の発着はない。

## 歴史
当駅は1885年（明治18年）7月16日に日本鉄道第二区線の駅として開業、1890年6月1日には同じく日本鉄道が宇都宮駅から日光に至る支線を開業し、国有化後の1909年10月12日、日本鉄道第二区線および日光に至る支線の線路名称はそれぞれ東北線および日光線と制定された。その後、国有鉄道時代の1982年6月23日には東北新幹線の開業と同時に東北新幹線の駅となり、分割民営化され東日本旅客鉄道（JR東日本）に継承された後の1990年3月10日には上野 - 黒磯間に宇都宮線の愛称が付けられた。

### 宇都宮駅
- 1885年（明治18年）7月16日：日本鉄道第二区線の駅として開業、第二区線の終着駅となる[9][13]。当時、栗橋駅 - 中田仮駅間の利根川架橋が未了の状態で開業したため、この間は連絡船が結んでいた。翌1886年（明治19年）6月に利根川橋梁が完成し、上野から宇都宮までが全通した[9][14]。
  - 線路は当時の宇都宮市街を避けて設置され、駅は田川を挟んで対岸に設けられた。現在も駅舎及び交通・商業複合設備は線路西側にある。日本初とされる駅弁（おにぎり2個にたくあんが添えてあるもの）が販売される[9][15][16]。
- 1886年（明治19年）10月1日：日本鉄道第二区線として宇都宮駅 - 那須駅（現・西那須野駅）間を延伸[14]。
- 1890年（明治23年）6月1日：現在の日光線にあたる路線が、日本鉄道により今市駅まで開通（のち日光まで延伸）[17]。
- 1902年（明治35年）4月1日：2代目の駅舎（2階建て）に改築[18]。この駅舎は京都鉄道二条駅の駅舎の模範にされた[19]。
- 1906年（明治39年）11月1日：日本鉄道が国有化される[9][13][14][17]。
- 1909年（明治42年）10月12日：線路名称の制定により、東北本線の所属となる。日光方面の支線は日光線と命名[9][14][17]。
- 1910年（明治43年）10月15日：建設中の大日本製粉宇都宮工場を日清製粉が買収し、宇都宮駅鉄道引込線使用契約を締結[20]。
- 1925年（大正14年）12月27日：駅舎の改築工事が着工[18]。
- 1926年（大正15年）4月9日：駅長室の拡張工事が着工[18]。
- 1945年（昭和20年）7月12日：宇都宮大空襲により、駅舎（2代目）が焼失[18][21]。
- 1946年（昭和21年）3月10日：駅舎が木造1階建て、スレート葺きバラック建築で復旧（3代目駅舎）[18][21]。
- 1958年（昭和33年）
  - 2月27日：4代目駅舎が落成、3月1日に供用開始[18]。
  - 3月7日：駅舎2階に駅デパートが開業[18]。
- 1966年（昭和41年）7月：宇都宮駅（日清製粉宇都宮工場） - 大川駅（同鶴見工場）間でホッパ車のホキ2200形による原料小麦輸送が始まる[20][22]。
- 1972年（昭和47年）3月3日：旅行センター開業[23]。
- 1973年（昭和48年）9月25日：車扱貨物の取り扱い範囲を、専用線発着のみに縮小[13]。
- 1974年（昭和49年）11月1日：新幹線工事のための5代目駅舎（仮駅舎）供用開始。駅ビル「ラミア」を併設する[12][18]。
- 1979年（昭和54年）2月11日：構内で貨車が脱線。負傷者なし。翌日に復旧[新聞 1]。
- 1980年（昭和55年）
  - 6月10日：現駅舎が完成し、6代目駅舎となる[18]。
  - 8月1日：駅東側地区の宅地化を受け、東西自由通路が開通[18]。
  - 9月5日：駅ビル「ラミア」が全面営業を開始[18]。
- 1982年（昭和57年）6月23日：東北新幹線が開業し、同線の駅となる[10][18][24]。
- 1983年（昭和58年）10月4日：ペデストリアンデッキが完成[18]。
- 1985年（昭和60年）9月7日：改札内コンコースに直営のコーヒーハウス「ベル宇都宮店」が開店[新聞 2]。
- 1986年（昭和61年）4月26日：改札口脇に直営のプレイガイド「プレイガイドつばめ」が開店[新聞 3]。
- 1987年（昭和62年）4月1日：国鉄分割民営化により、JR東日本とJR貨物の駅となる。
- 1990年（平成2年）12月1日：駅ビルが増築され、「パセオ」と改称[25]。
- 1995年（平成7年）2月25日：在来線改札口に自動改札機を導入[26]。
- 1996年（平成8年）11月30日：日清製粉宇都宮工場が操業を停止。この頃貨物列車の発着がなくなる[20]。
- 1998年（平成10年）12月9日：新幹線改札口に自動改札機を導入[27]。
- 2001年（平成13年）11月18日：ICカード「Suica」の利用が可能となる（大宮方面のみ）[報道 1][12]。
- 2003年（平成15年）10月12日：東北新幹線でSuica FREX定期券およびSuica FREXパル定期券の利用が可能となる[報道 2][12]。
- 2004年（平成16年）10月16日：ICカード「Suica」が黒磯駅まで利用が可能となる[報道 3]。東北新幹線でのSuica FREX定期券およびSuica FREXパル定期券が那須塩原駅まで利用が可能となる[報道 3]。湘南新宿ライン、宇都宮線普通列車へのグリーン車導入、駅ホームでのグリーン券売機運用開始[12]。
- 2005年（平成17年）3月：在来線に発車メロディを導入。
- 2006年（平成18年）7月8日：宇都宮線の15両編成列車の運行が当駅まで延長される。従来は小金井駅までの運行であった。
- 2007年（平成19年）
  - 5月7日：びゅうプラザとみどりの窓口の一体化工事を開始。5月13日から仮設券売機を使用開始。
  - 7月30日：上記工事が終了し、供用を開始。
- 2008年（平成20年）
  - 1月29日：在来線Suica専用改札機が使用を開始。
  - 3月15日：ICカード「Suica」が日光線で利用が可能となる[報道 4]。
  - 11月1日：東口新駅前広場オープン。
- 2011年（平成23年）3月：パセオを全面改装のため完全休業。
- 2012年（平成24年）4月：パセオの売場を3階まで縮小する形でリニューアルオープン、4階以上はホテル アール・メッツ宇都宮（現・JR東日本ホテルメッツ宇都宮）として開業。
- 2018年（平成30年）4月1日：タッチでGo!新幹線のサービスを開始[報道 5][報道 6]。「本物の出会い 栃木」ディスティネーションキャンペーンの一環として、在来線ホームの発車メロディが期間限定で「栃木県民の歌」に変更[報道 7]。
- 2019年（平成31年・令和元年）
  - 4月1日：「本物の出会い 栃木」アフターディスティネーションキャンペーンの一環として、在来線ホームの発車メロディが期間限定で「カリフォルニア・シャワー」に変更[報道 8]。
  - 6月27日：JR東日本が、在来線ホームの発車メロディの「カリフォルニア・シャワー」を継続使用することを発表[報道 9]。
  - 6月28日：びゅうプラザの営業を終了[28]。これにより、栃木県内はびゅうプラザが完全撤退となる。
- 2020年（令和2年）
  - 3月14日：新幹線eチケットサービスを開始[報道 10]。
  - 3月27日：日光線（5番線）ホームに待合室を新設[報道 11]。
  - 9月23日：パセオ西口1階が「宇都宮FOOD HALL」としてリニューアル[報道 12]。

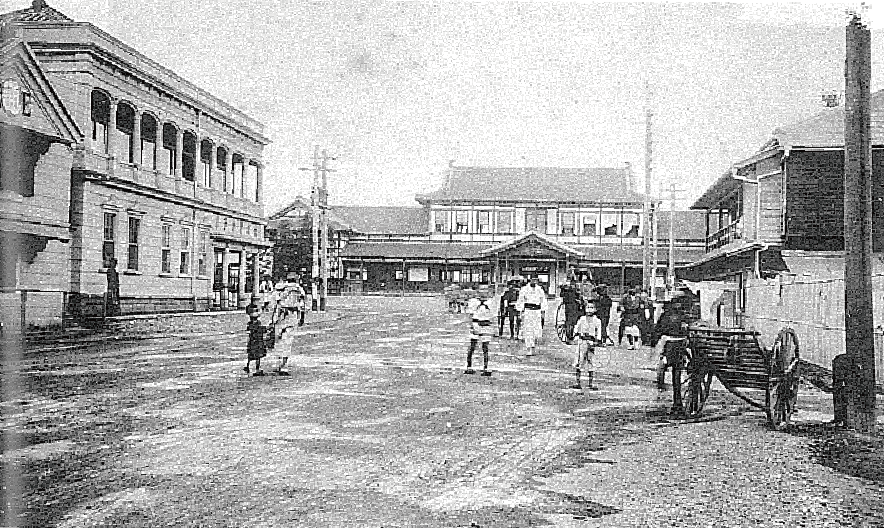
2代目駅舎
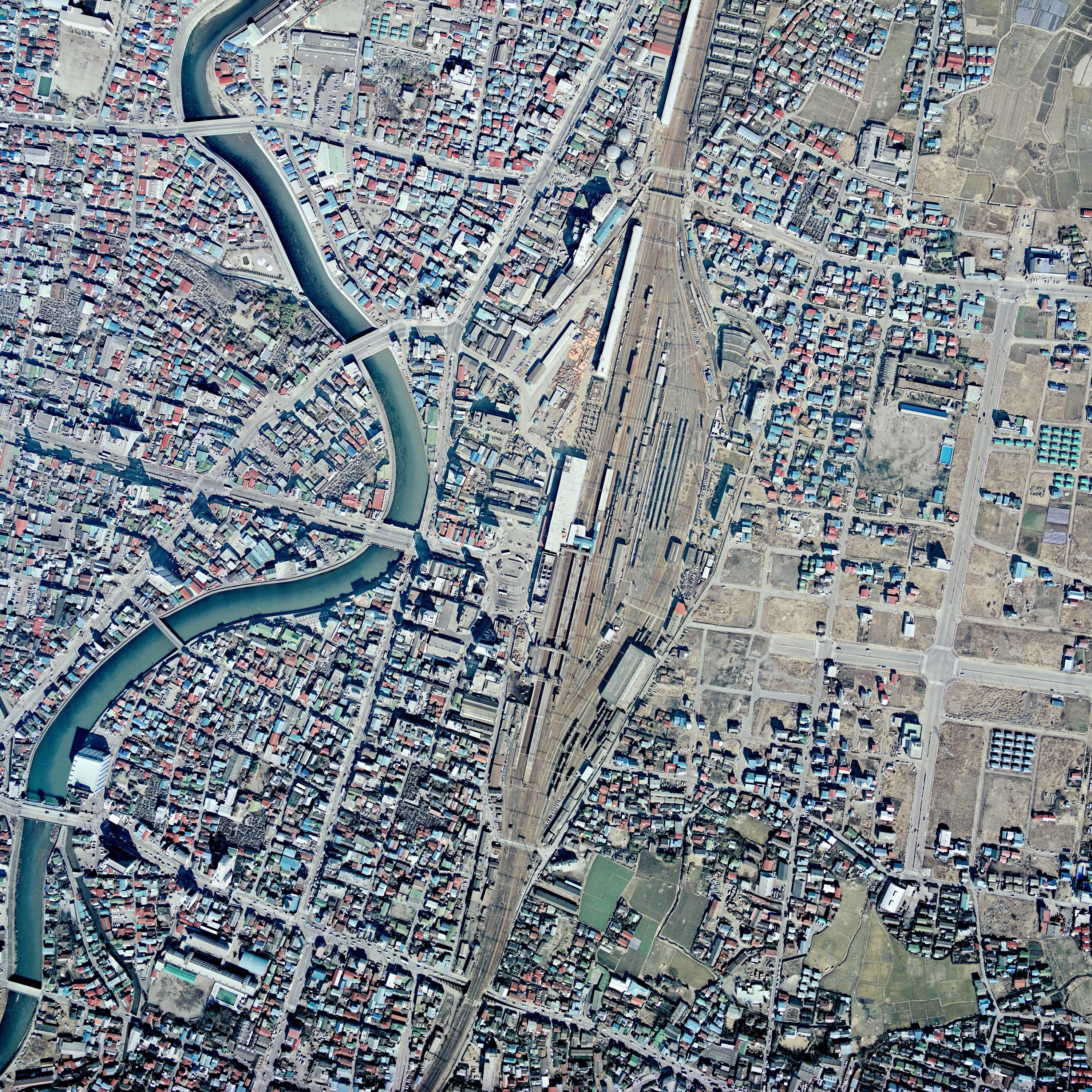
駅周辺の空中写真（1975年2月）
国土交通省 国土地理院 地図・空中写真閲覧サービスの空中写真を基に作成

### 宇都宮駅東口停留場
- 2023年（令和5年）8月26日：開業[29][30][新聞 4]。当駅周辺で「発車式」を挙行[31]。

## 駅構造

### JR東日本
直営駅。宇都宮統括センター所在駅でもあり、同センターの管区内に属する地区管理駅の統括管理を行うほか、当駅も地区管理駅として岡本駅・鶴田駅・鹿沼駅を管理する。駅北東には宇都宮運転所が併設されている。
通常は正式駅名で呼ばれるが、約1.8km離れた東武宇都宮駅との区別のため、宇都宮市街では俗に「JR駅」と呼ばれることがあり、数店の飲食店がその名を支店名に付けている。
駅舎は地上3階建てで南北に伸びる地上の東北本線（宇都宮線）、高架の東北新幹線の線路西側に沿うように建設された。うち3階設備は新幹線ホームのみで、1 - 2階は主に南側がJR東日本の駅施設、北側は宇都宮ステーション開発の駅ビル「パセオ」として利用されている。駅ビル「パセオ」と駅改札前「とちぎグランマルシェ」（2階）を中心に駅舎ビル全体で商業施設が展開されている。
改札口は駅舎ビル2階にあり、改札外にはみどりの窓口・自動券売機（近距離・指定席券売機）・駅事務室などのほか、インフォメーションセンター（観光案内所）などが置かれている。また、改札内には待合室や新幹線乗り換え改札、精算所・精算機、コインロッカー、多目的トイレなどが設置されている。在来線ホームは駅舎ビルの東側地上、新幹線ホームは駅舎ビル3階に敷設されており、駅改札内コンコースと各ホーム間には階段のほか、エスカレーター、エレベーターが設置されている。駅の清掃はJR東日本環境アクセス宇都宮事業所が担当する。同事業所は、2018年（平成30年）より、栃木県立特別支援学校宇都宮青葉高等学園の生徒を就業体験で受け入れており、同校生徒が清掃業務に当たることがある。
駅舎ビル2階には駅西口にペデストリアンデッキ、および駅東口への東西自由通路が取り付けられており、それぞれ階下はバスのりば、タクシーのりばとなっている。東西両口にも階段に加えエスカレーター、エレベーターが設置されており、バリアフリー化されている。
店舗は改札内外にNewDaysがあるほか、カフェやそば店がある。駅ビル「パセオ」は1、2階がショッピングフロアで、3階は飲食店とホテルメッツ宇都宮フロントがあり、4階以上は同ホテルの客室となっている。
駅舎ビル南側1階には宇都宮東警察署宇都宮駅交番が所在する。1903年（明治35年）2月に『宇都宮警察署停車場巡査派出所』として設置されたのが起源で、1982年（昭和57年）6月の東北新幹線開業に際して現在の駅舎ビル1階に移設された。

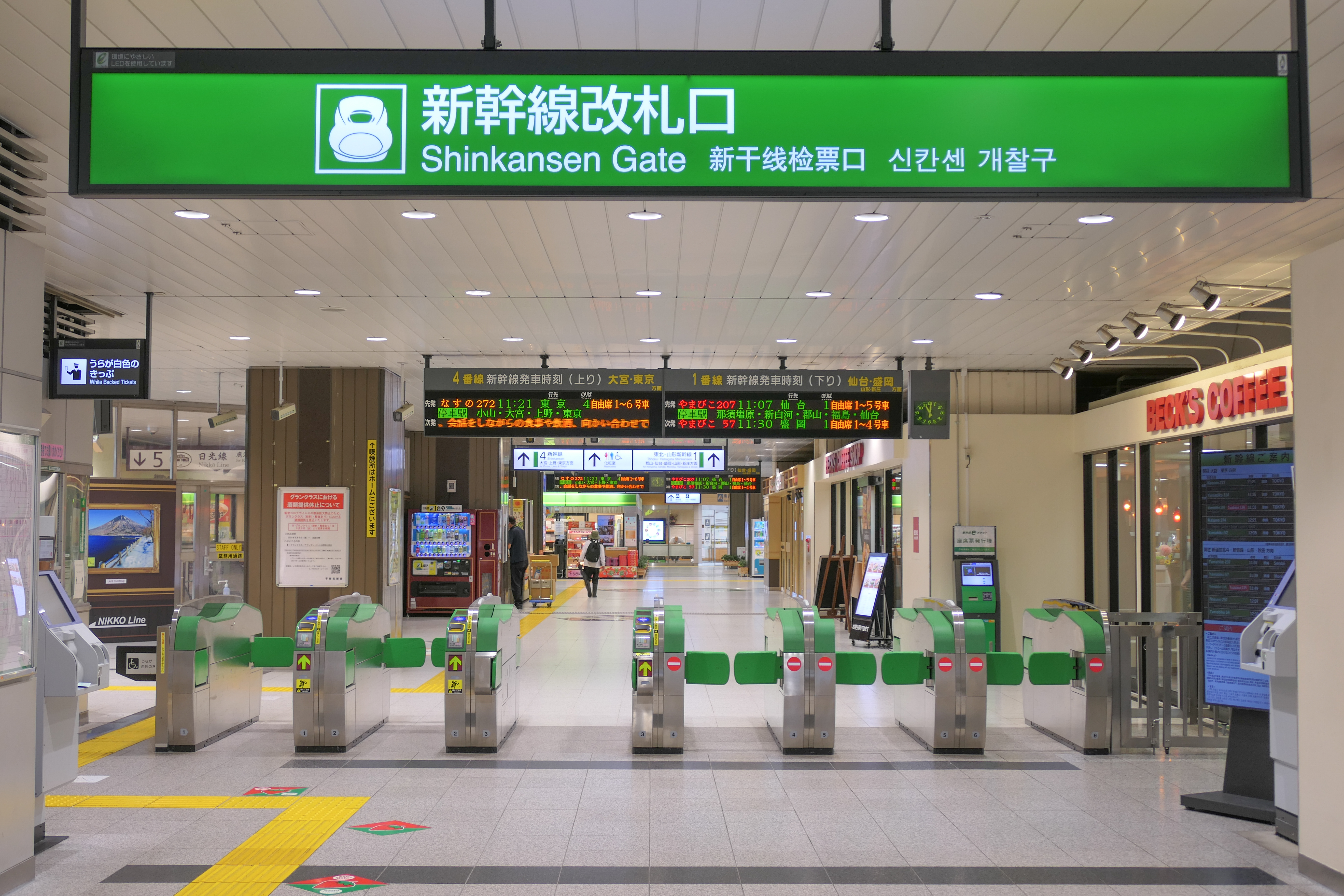
新幹線改札口（2021年9月）
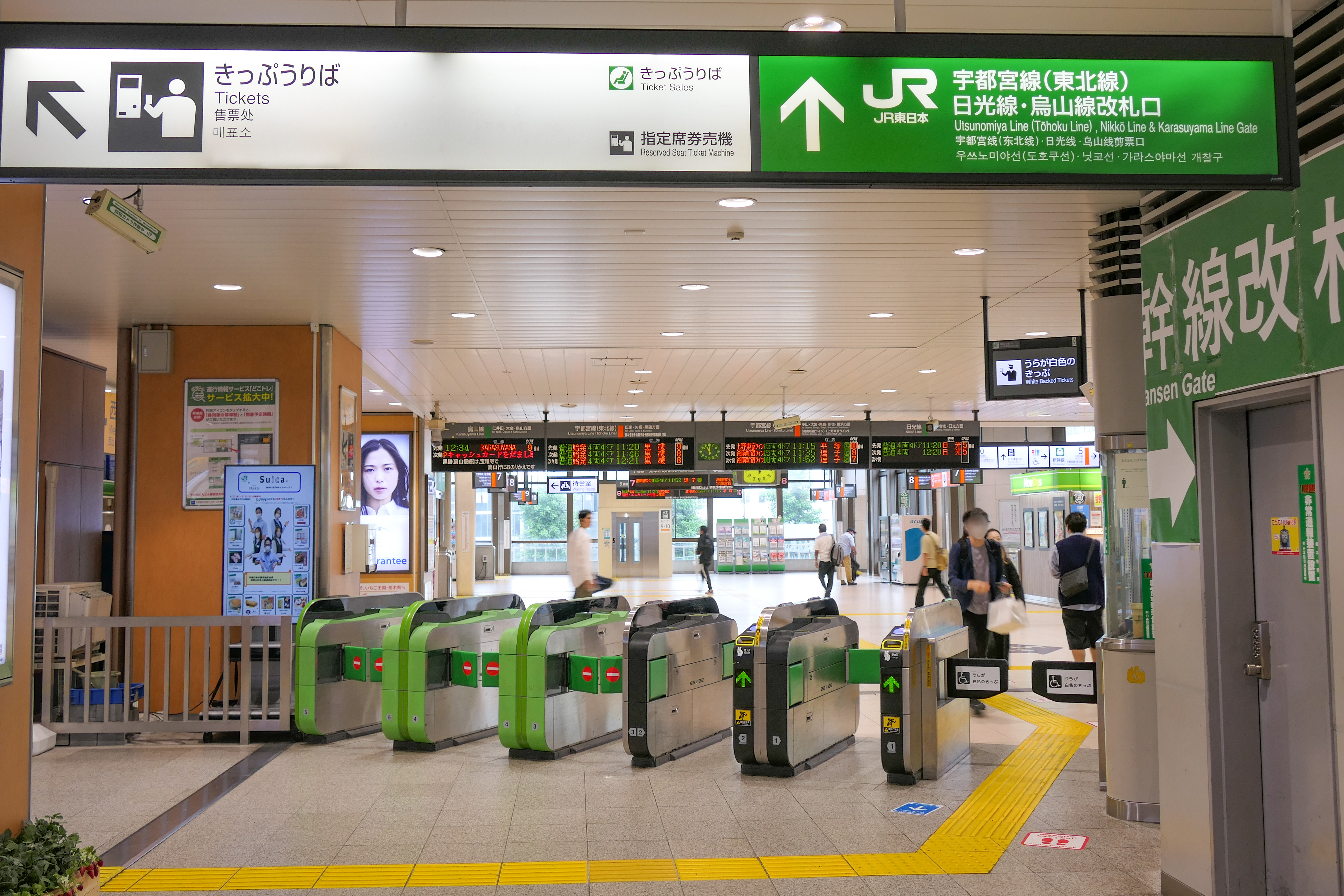
在来線改札口（2021年9月）
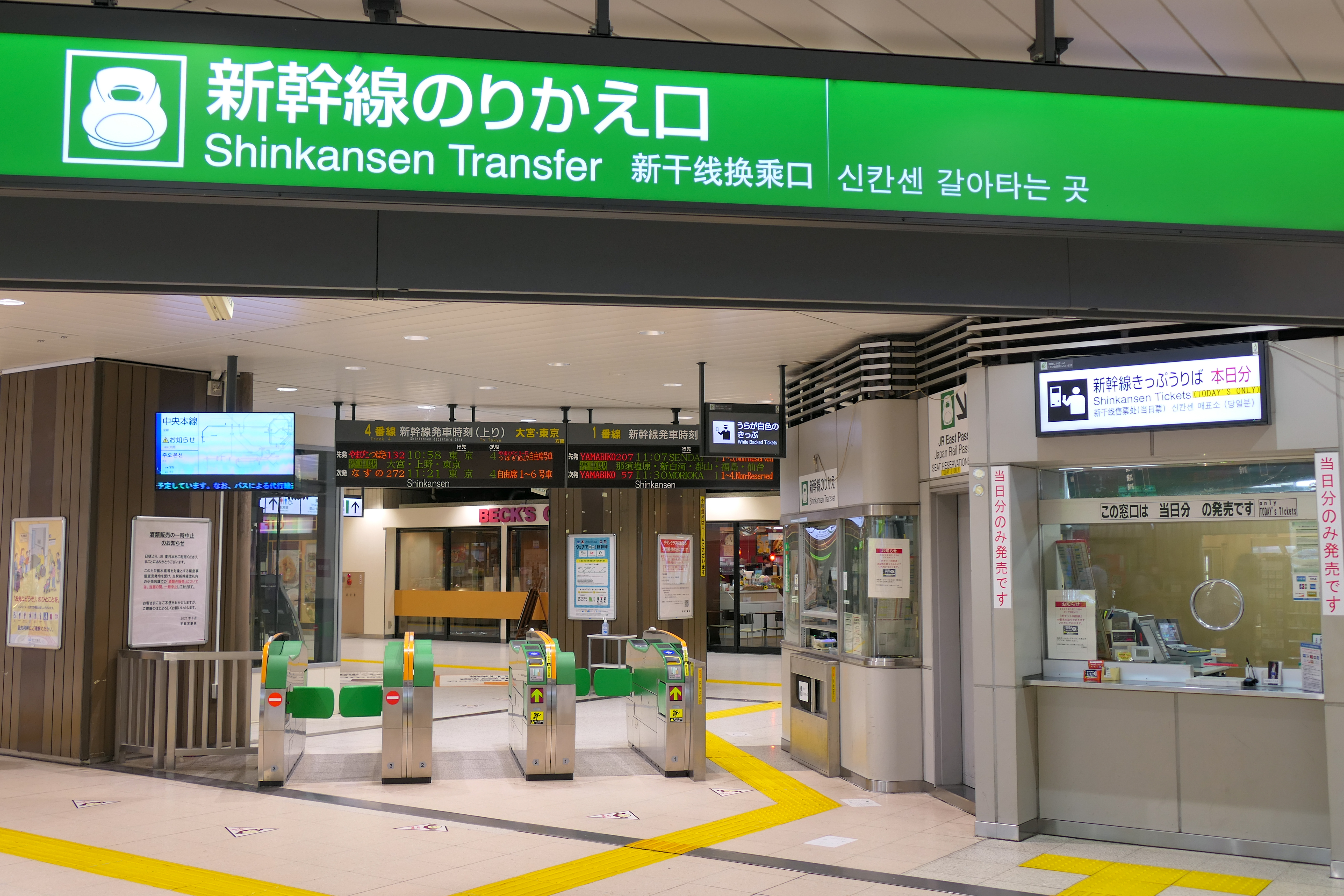
新幹線のりかえ口（2021年9月）

#### のりば
新幹線ホームは、高架上に17両編成対応の相対式ホーム2面を有し、この間に通過線（本線）2線（2・3番線）をはさむ。
在来線ホームは単式、島式ホーム3面5線の地平ホーム（15両編成対応）となっているほか、5番線と7番線の間に貨物列車などの待避線（6番線）を有する。島式ホームの7・8番線および9・10番線ホーム上にはグリーン券券売機が設置されている。
すべての新幹線ホームおよび在来線ホームには、改札階である2階コンコース間を結ぶ階段のほかエスカレーターおよびエレベーターが設置され、バリアフリーに対応している。
| 番線              | 路線                   | 方向 | 行先                                                      |
| ----------------- | ---------------------- | ---- | --------------------------------------------------------- |
| 新幹線 高架ホーム |                        |      |                                                           |
| 1                 | 東北・山形・秋田新幹線 | 下り | 郡山・仙台・盛岡・山形・新庄方面                          |
| 4                 | 新幹線                 | 上り | 大宮・上野・東京方面                                      |
| 在来線 地上ホーム |                        |      |                                                           |
| 5                 | ■ 日光線               | -    | 鹿沼・今市・日光方面                                      |
| 7 - 10            | ■ 宇都宮線（東北線）   | 下り | 黒磯・郡山方面                                            |
| 7 - 10            | ■ 宇都宮線（東北線）   | 上り | 大宮・上野・新宿方面 （上野東京ライン）（湘南新宿ライン） |
| 7 - 10            | ■ 烏山線               | -    | 烏山方面                                                  |

付記事項
- 日中の「なすの」・「やまびこ」（※主に仙台発着かつ福島以南各停の列車、一部例外もあり）は、この駅で「はやぶさ」+「こまち」号の通過待ち合わせを行なう。また、それ以外の当駅に停車する列車においても、通過待ち合わせを行なうことがある。
- 新幹線の定期列車は「なすの」のほぼ全列車（早朝の小山始発の上り1本を除く）と「やまびこ」「つばさ」のほぼ全列車（最速達の1往復を除く）が停車する。ただし、臨時の「やまびこ」「つばさ」の中には当駅を通過する列車が設定されることもある。「はやぶさ」「こまち」は全列車が通過する。
- 広大な留置線を用いて夜間留置が多数設定されている。
- 在来線各線は、朝6時台の小山発黒磯行きと小金井発日光行き、小金井 - 黒磯間の1往復（朝の上り・夕方の下り）を除いて全て当駅が終着・始発となる。

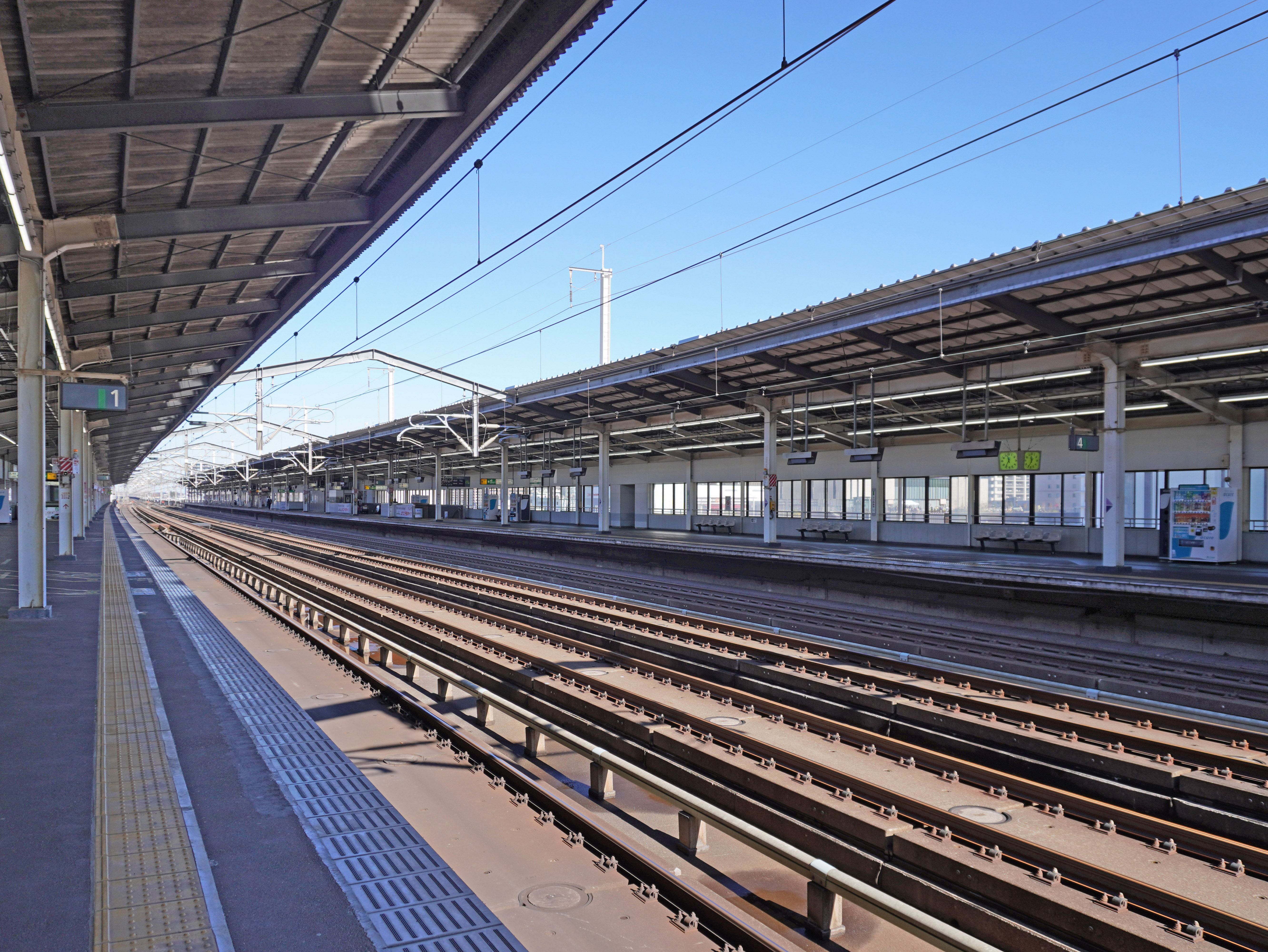
新幹線ホーム（2022年11月）
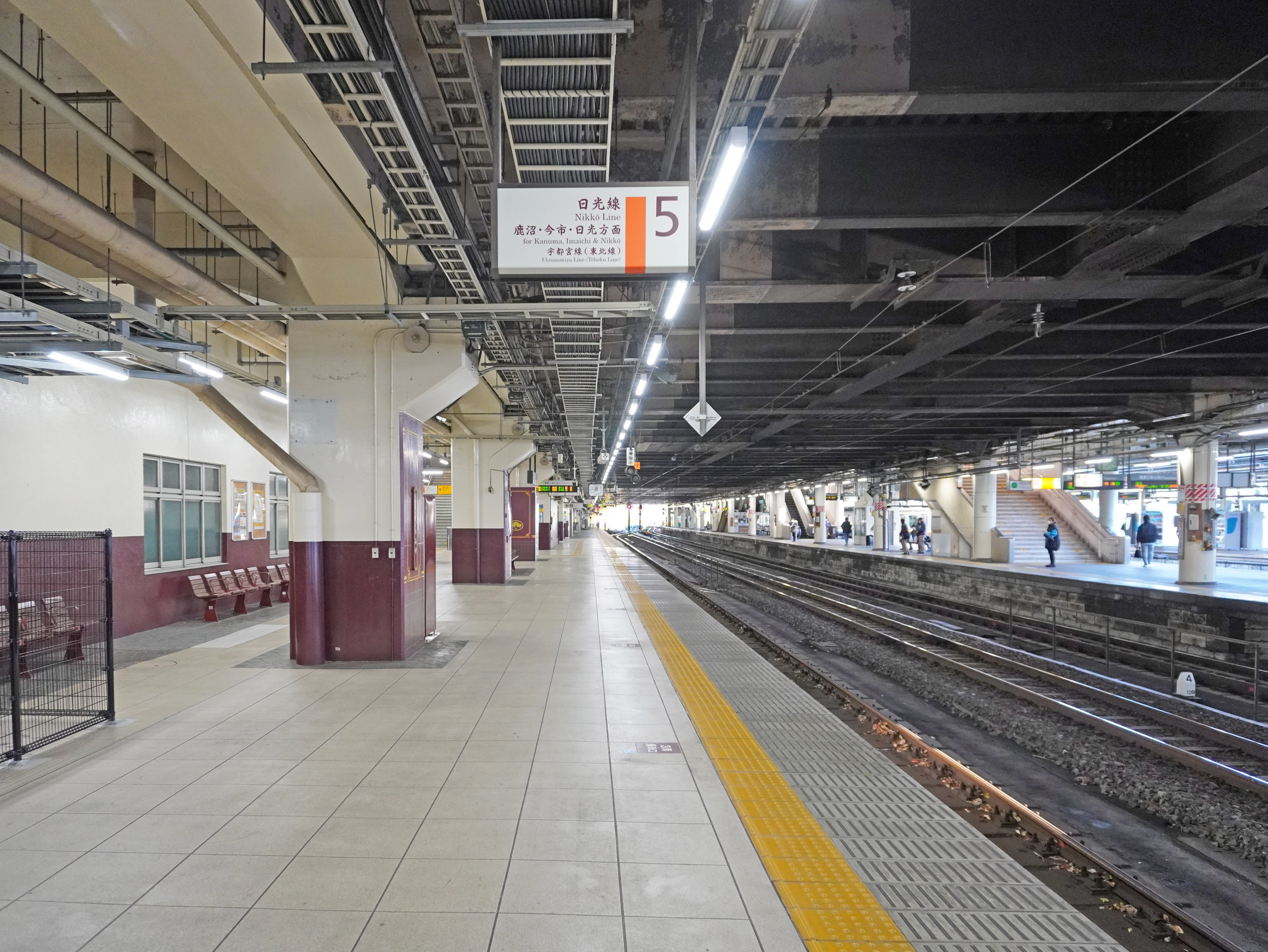
在来線5番線ホーム（2022年11月）
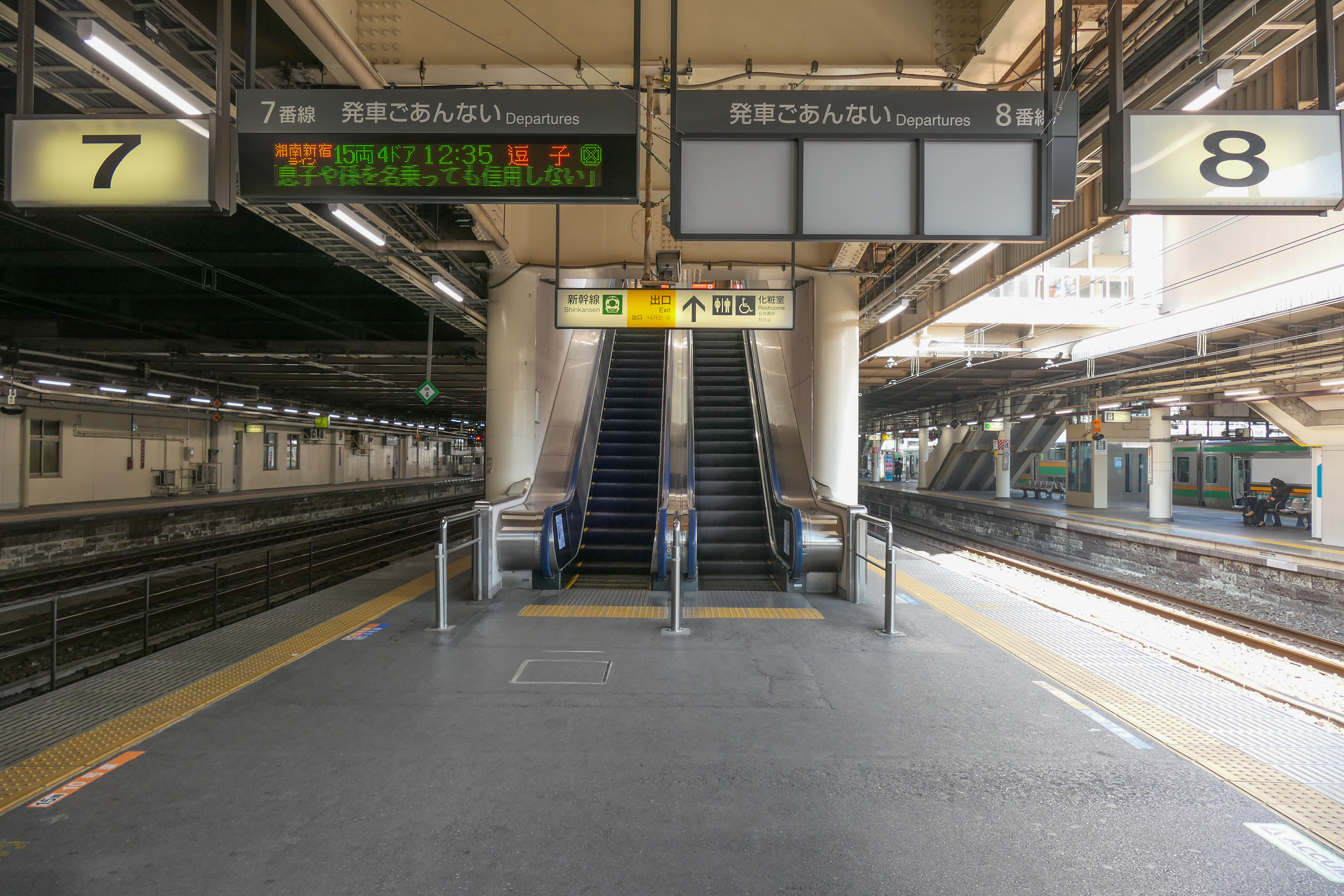
在来線7・8番線ホーム（2022年3月）
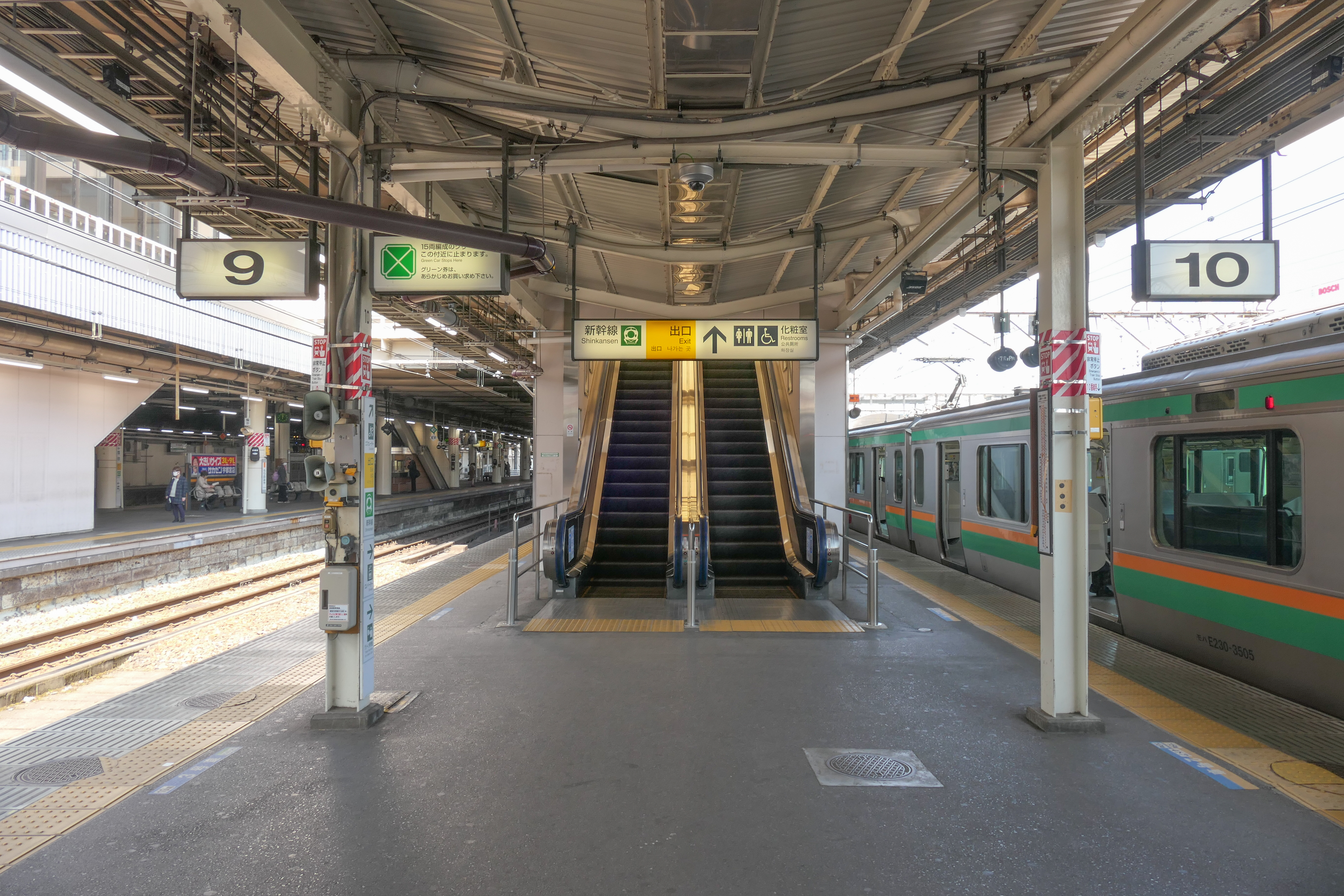
在来線9・10番線ホーム（2022年3月）

### 宇都宮ライトレール
東口駅前広場に位置し、島式ホーム1面2線で、折り返し設備を有する。このほか旅客サービス設備として無償のWi-Fi接続ポイントと、観光や交通情報を提供する多機能型デジタルサイネージ「コレオ・タッチ」（下野新聞社による運営）が整備されている。仮称は「JR宇都宮駅東口」であった。
至近にコンベンション・ホール「ライトキューブ宇都宮」が所在することから、「ライトキューブ宇都宮前」の副停留場名が設定されている。
なお、当線のJR宇都宮駅西側への延伸時には、西口駅前広場にも停留場が設けられる予定である。
停留場1階のエスカレーターの裏側には定期券売り場が設置されており、線内で唯一の有人駅となっている（他の宇都宮芳賀ライトレール線の駅は全て無人駅）。

#### のりば
列車の発車時には、発車メロディ「美雷と」（福嶋尚哉作曲）が車両から鳴動する。
| 番線 | 路線          | 方向 | 行先                     |
| ---- | ------------- | ---- | ------------------------ |
| 1・2 | ■ライトライン | -    | 芳賀・高根沢工業団地方面 |

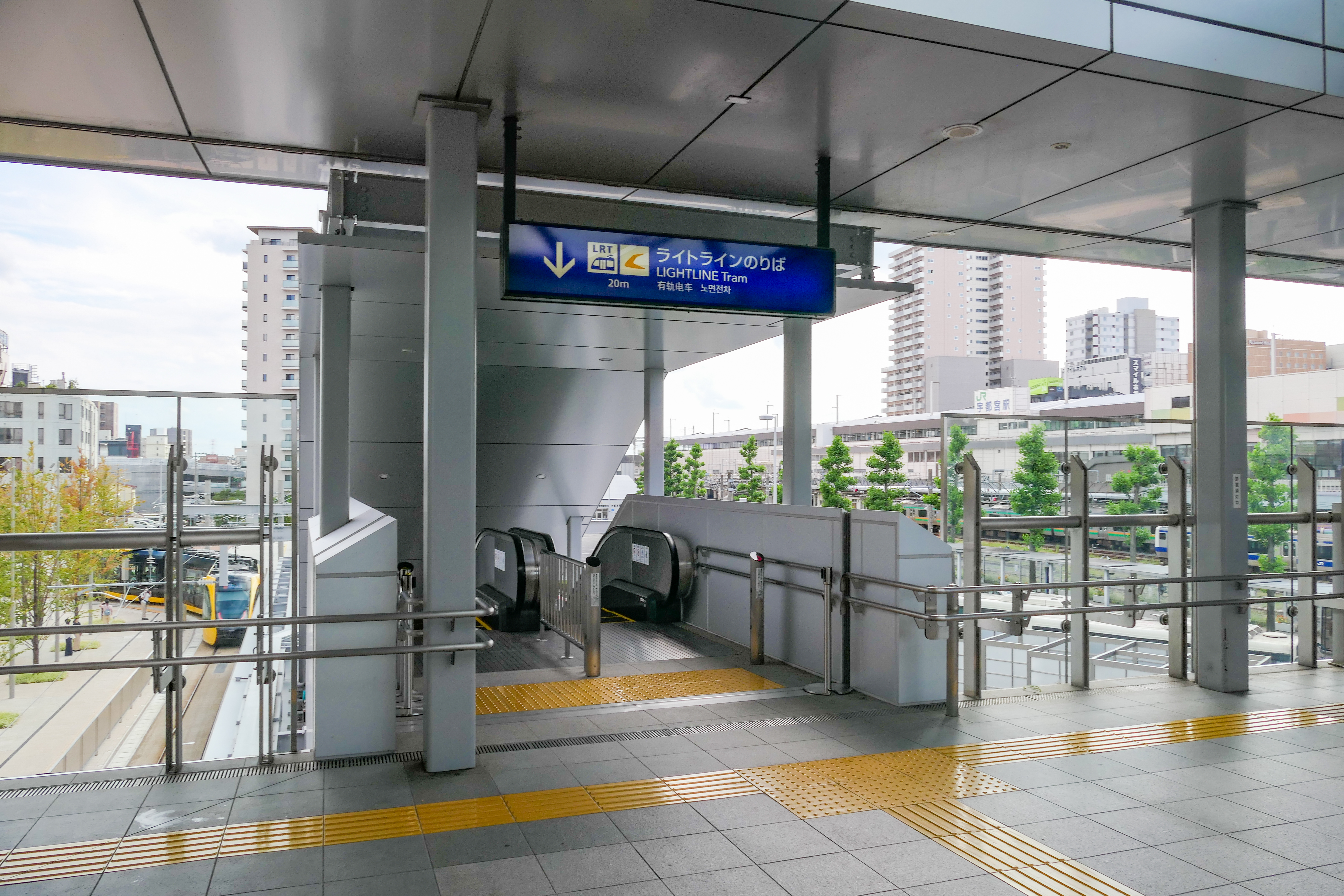
東西自由通路側の出入口（2023年9月）
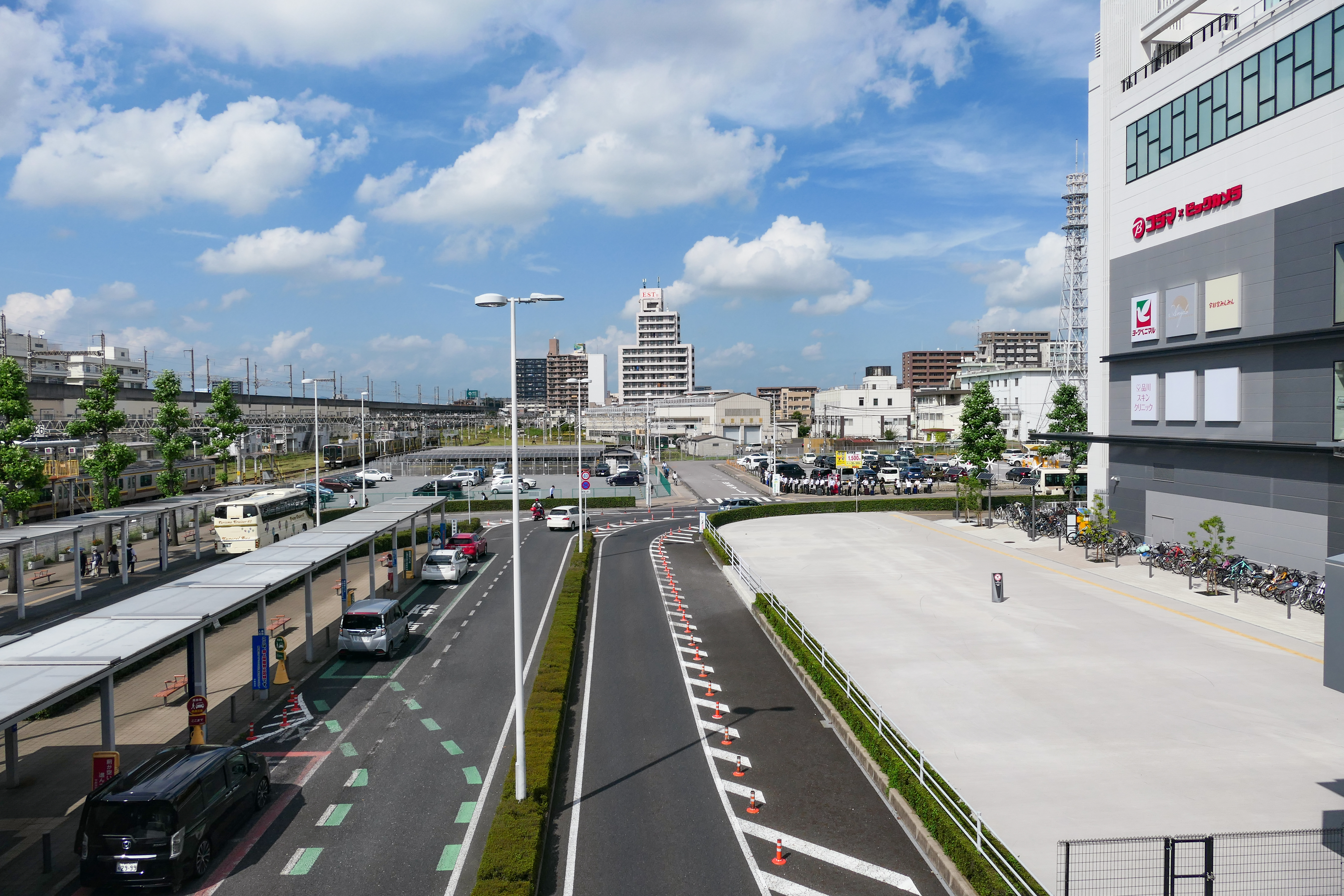
停留場北側の延伸予定地（2023年9月）
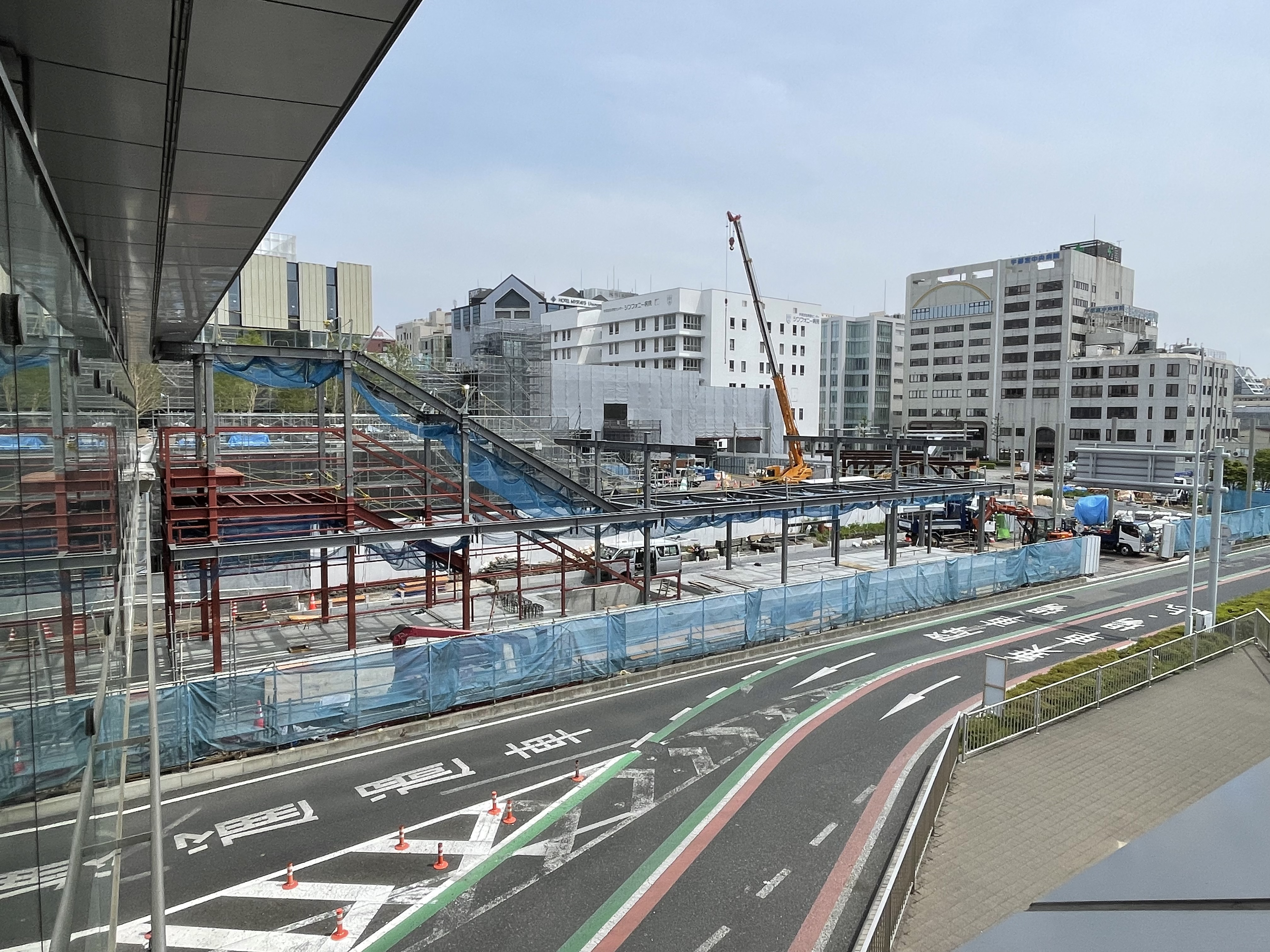
建設中の停留場（2022年5月）

## 駅弁
宇都宮駅は、日本国有鉄道の駅構内販売機関自らの沿革において「地元業者『白木屋』がホームで発売したおにぎりが最初の駅弁である」「駅弁発祥の地」とされている（駅弁#起源も参照）。
かつては、富貴堂弁当部と松廼家の2社が営業していたが、富貴堂の撤退に伴い現在は松廼家1社のみの営業である。かつては松廼家・富貴堂の両社とも駅構内で立ち売りを行っていた が、現在は消滅した。
主な駅弁は下記の通り。
- とちぎ霧降高原牛めし
- よくばりスタミナ弁当
- いっこく野州どり弁当
- 日光強めし
- 日光杉並木
- ふるさと幕の内
- 宮小町
- うわさの弁当、古代米入り
- 大人の休日・駅弁発祥地より汽車辨當
- 七福むすび
- 下野玄米弁当
- 下野山菜弁当
- 宮の釜めし
- 玄氣いなり
- 芭蕉気分

## 利用状況

### JR東日本
- 2023年度（令和5年度）の1日平均乗車人員は34,836人である[利用客数 1]。
  - JRの駅としては北関東3県で最も多い。なお、旅客収入額はJR東日本で第13位（2009年度〈平成21年度〉）[12]。
- 新幹線 - 2023年度（令和5年度）の1日平均乗車人員は11,954人である[新幹線 1]。
  - 東京駅、大宮駅、仙台駅、高崎駅に次いで5番目に多い数字である。

2000年度（平成12年度）以降の推移は以下のとおりである。
| 1日平均乗車人員推移 | 1日平均乗車人員推移 | 1日平均乗車人員推移 | 1日平均乗車人員推移 | 1日平均乗車人員推移 | 1日平均乗車人員推移 | 1日平均乗車人員推移 | 1日平均乗車人員推移 | 1日平均乗車人員推移           |
| 年度                | 計                  | 計                  | 計                  | 新幹線              | 新幹線              | 新幹線              | 新幹線              | 出典                          |
| 年度                | 定期外              | 定期                | 合計                | 定期外              | 定期                | 合計                | 前年度比            | 出典                          |
| ------------------- | ------------------- | ------------------- | ------------------- | ------------------- | ------------------- | ------------------- | ------------------- | ----------------------------- |
| 2000年（平成12年）  |                     |                     | 36,295              | 非公表              | 非公表              | 非公表              | 非公表              | [ 利用客数 2 ]                |
| 2001年（平成13年）  |                     |                     | 35,832              | 非公表              | 非公表              | 非公表              | 非公表              | [ 利用客数 3 ]                |
| 2002年（平成14年）  |                     |                     | 35,136              | 非公表              | 非公表              | 非公表              | 非公表              | [ 利用客数 4 ]                |
| 2003年（平成15年）  |                     |                     | 34,922              | 非公表              | 非公表              | 非公表              | 非公表              | [ 利用客数 5 ]                |
| 2004年（平成16年）  |                     |                     | 34,890              | 非公表              | 非公表              | 非公表              | 非公表              | [ 利用客数 6 ]                |
| 2005年（平成17年）  |                     |                     | 35,545              | 非公表              | 非公表              | 非公表              | 非公表              | [ 利用客数 7 ]                |
| 2006年（平成18年）  |                     |                     | 35,773              | 非公表              | 非公表              | 非公表              | 非公表              | [ 利用客数 8 ]                |
| 2007年（平成19年）  |                     |                     | 35,921              | 非公表              | 非公表              | 非公表              | 非公表              | [ 利用客数 9 ]                |
| 2008年（平成20年）  |                     |                     | 35,416              | 非公表              | 非公表              | 非公表              | 非公表              | [ 利用客数 10 ]               |
| 2009年（平成21年）  |                     |                     | 34,160              | 非公表              | 非公表              | 非公表              | 非公表              | [ 利用客数 11 ]               |
| 2010年（平成22年）  |                     |                     | 33,985              | 非公表              | 非公表              | 非公表              | 非公表              | [ 利用客数 12 ]               |
| 2011年（平成23年）  |                     |                     | 34,023              | 非公表              | 非公表              | 非公表              | 非公表              | [ 利用客数 13 ]               |
| 2012年（平成24年）  | 15,236              | 19,782              | 35,018              | 7,495               | 4,750               | 12,245              |                     | [ 利用客数 14 ] [ 新幹線 2 ]  |
| 2013年（平成25年）  | 15,583              | 20,592              | 36,176              | 7,720               | 4,965               | 12,685              |                     | [ 利用客数 15 ] [ 新幹線 3 ]  |
| 2014年（平成26年）  | 15,724              | 20,044              | 35,769              | 7,839               | 4,818               | 12,658              |                     | [ 利用客数 16 ] [ 新幹線 4 ]  |
| 2015年（平成27年）  | 16,159              | 20,261              | 36,421              | 8,039               | 4,971               | 13,010              |                     | [ 利用客数 17 ] [ 新幹線 5 ]  |
| 2016年（平成28年）  | 16,265              | 20,318              | 36,584              | 8,094               | 5,058               | 13,153              |                     | [ 利用客数 18 ] [ 新幹線 6 ]  |
| 2017年（平成29年）  | 16,734              | 20,851              | 37,586              | 8,339               | 5,117               | 13,456              |                     | [ 利用客数 19 ] [ 新幹線 7 ]  |
| 2018年（平成30年）  | 17,033              | 21,290              | 38,324              | 8,416               | 5,207               | 13,623              |                     | [ 利用客数 20 ] [ 新幹線 8 ]  |
| 2019年（令和元年）  | 16,279              | 21,444              | 37,724              | 7,833               | 5,399               | 13,233              |                     | [ 利用客数 21 ] [ 新幹線 9 ]  |
| 2020年（令和02年）  | 7,257               | 17,302              | 24,559              | 2,866               | 4,115               | 6,981               | −47.2%              | [ 利用客数 22 ] [ 新幹線 10 ] |
| 2021年（令和03年）  | 9,259               | 17,875              | 27,135              | 3,818               | 4,249               | 8,068               | 15.6%               | [ 利用客数 23 ] [ 新幹線 11 ] |
| 2022年（令和04年）  | 12,768              | 18,473              | 31,241              | 5,786               | 4,558               | 10,344              | 28.2%               | [ 利用客数 24 ] [ 新幹線 12 ] |
| 2023年（令和05年）  | 15,720              | 19,115              | 34,836              | 7,197               | 4,757               | 11,954              | 115.9%              | [ 利用客数 1 ] [ 新幹線 1 ]   |

### 宇都宮ライトレール
- 2024年（令和6年）2月時点での1日平均乗降人員は平日約9,000人・休日約7,700人である[47]。
- 2024年（令和6年）11月第2週の1日平均乗降人員は平日約10,800人・休日約7,710人である[48]。

## 駅周辺
宇都宮駅西口は宇都宮市の中心部に面し、ビジネス客や観光客が訪れる宇都宮の玄関口である。宇都宮市の中心部は、駅西側を流れる田川の対岸1 - 2 km西方の東武宇都宮駅周辺であり、オリオン通りなどの商店街や東武宇都宮駅と直結する東武宇都宮百貨店などの商業集積地であり、栃木県庁や宇都宮市役所などの行政主要機関なども所在する。
宇都宮駅は日本鉄道第二区線大宮 - 宇都宮間の開業に伴い開設されたが、当時より国内有数の人口を擁する地方都市であった宇都宮では、線路が街中（市街地）を避けた田川対岸、宇都宮の東側にいわば追いやられた格好で設置された。一方で路線敷設工事が急ピッチで進められたこともあり駅周辺整備が十分でないまま開業となったこともあって、当初は駅と現中心街を結ぶ大通りが開通しておらず、日本鉄道第二線区の開通式に参列し栃木県庁を訪問した伊藤博文、井上勝、渡辺洪基らは田川下流部にかかる押切橋を渡って宇都宮の街中に入り県庁を目指した。その後小袋町（現在の上河原付近）と簗瀬村の土地を買い上げて道路とし、田川には宮の橋を架けることによって現在の大通りが開通した。
現在、駅前広場の南側ロータリーには5面のプラットホームに計18のバス乗降場とタクシー降車場が、また北側ロータリーにはタクシー乗降場と一般車両乗降場、タクシープールが設けられている。一般車両については、広場内で待機する車両への市営駐車場利用と、南側ロータリーへの進入を回避し博労町交差点（旧奥州街道との交差点）方面への走行を誘導している。当駅西口と市街中心地の間は大通りで結ばれ、関東自動車、JRバス関東の路線バスが頻回運行され、広い歩道も整備されている。大通り沿いにはビジネスビルが立ち並ぶが、一歩路地裏に入ると寺社が林立し、城下町宇都宮の面影を残している。なお、西口は北関東最大の都市でありながら駅前として「みにくい景観25選」の1位に選ばれてしまった経緯があり、老朽化が著しい建物の乱立や混在する看板などで景観の悪化が深刻な状態であり再開発が急がれている。西口第四B地区の住宅棟とホテル棟は2010年（平成22年）から2011年（平成23年）にかけ竣工している。
一方、宇都宮駅東口は、宇都宮駅開業時より構内の車両留置線や貨物の積み下ろし設備などとして機能してきた用地を、1971年（昭和46年）に宇都宮貨物ターミナル駅へと移転し、また、車両基地宇都宮運転所の機能の一部を田端運転所に移し、余剰となった線路跡地に設置されたものである。東口地区再開発事業の開始とともに20線を超えた留置線も撤去され、2008年（平成20年）には交番、バスのりば、タクシーのりば、一般車乗降場が新設された。2つのプラットホームに6つのバスのりば、タクシー乗降所、および一般車両乗降場が設けられている。また、再開発にあわせて川向町および東宿郷一丁目のそれぞれ一部の町名称が変更され、市の公募により宮みらいと命名された。この地区では新たな都市拠点の形成を目指し、商業施設や宿泊施設が入る複合施設やコンベンション施設、交流広場などの整備が宇都宮ライトレールの整備と連携して進められている。この整備事業の詳細はライトキューブ宇都宮の項を参照。
宇都宮駅周辺の主な施設は以下のとおり。

### 西口
近接地区（川向町、駅前通り）
- 駅ビル パセオ
  - JR東日本ホテルメッツ宇都宮
- トナリエ宇都宮
- ホテルサンルート宇都宮
- 宇都宮ステーションホテル
- チサンホテル宇都宮
- リッチモンドホテル宇都宮駅前・宇都宮駅前アネックス
- ホテル魚楽
- 宇都宮川向郵便局
- 栃木県道196号宇都宮停車場線
- 餃子像 - かつては東口にあったが、西口に移設された[57][58]
- 田川 - 宮の橋

近接地区（今泉）
- 東横INN宇都宮駅前
- 旧篠原家住宅
- 興禅寺（釈迦如来像）
- 健康ランドグランドスパ南大門
- 宇都宮今泉町郵便局
- ヨークベニマル今泉店

南部地区
- 善願寺
- ホテルサンロイヤル宇都宮
- こくみん共済 coop 栃木推進本部宇都宮店

中心市街地地区
- 筑波銀行 宇都宮支店
- 群馬銀行 宇都宮支店
- 大東銀行 宇都宮支店
- 山形銀行 宇都宮支店
- りそな銀行 宇都宮支店
- 宇都宮上河原郵便局
- 宇都宮千手町郵便局
- ホテルニューイタヤ
- 宝蔵寺（およりの鐘）
- 清巌寺（鉄塔婆）
- 樋爪氏の墓
- おしどり塚

### 東口
- 東口バス乗り場 - 駅東地区へ向かうバスも、一部を除き大半は西口を発着する
- 宇都宮中央病院
- ホテルサンシャイン
- 宇都宮宿郷郵便局
- 宇都宮駅東公園
- ウツノミヤテラス
  - ヨークベニマル 宇都宮テラス店
- フードオアシスOTANI 宇都宮駅東店
- ライトキューブ宇都宮
- ホテルマイステイズ宇都宮
- 暫定広場（複合施設棟（2）建設予定地）
- アパホテル〈宇都宮駅前〉

## バス路線
宇都宮駅には関東自動車とJRバス関東（宇都宮支店）の路線バスと宇都宮市が運行する市内循環バス「きぶな号」、高速バス、空港直行バスが発着する。西口に市内各地への路線バスや高速バス（羽田空港・成田空港・名古屋・京都・大阪方面）のターミナルがある。東口には岡本、駅東地区に向かう一部路線バスの停留所があるが、便数は限られている。
- LRT⇔路線バスと宇都宮市地域内交通の乗継割引をtotra利用者限定で宇都宮市・芳賀町による施策により実施している。totraを使ってLRTと路線バス (関東自動車・JRバス関東) を乗り継ぐと、2乗車目の公共交通の運賃から大人100円・小児50円が割引される。宇都宮市地域内交通と乗り継いだ場合は大人200円・小児100円が割引される[63][64]。なお、宇都宮市内では「totra（トトラ）」などの交通系ICカードを使って日中（午前9時～午後4時）に路線バスを利用すると、1乗車の運賃の上限が400円になるバスの上限運賃制度も継続されている。

## 舞台となった作品
JR東日本が提供しているロケーションサービスの一環として、宇都宮駅でも種々の作品で撮影が行われている。
2009年度
- 2009年（平成21年）
  - 11月12日撮影 - テレビ朝日ドラマ『西村京太郎トラベルミステリー第53作 ― 山形新幹線つばさ111号の殺人』。
    - 宇都宮駅で撮影。2010年（平成22年）2月6日放映。
- 2010年（平成22年）
  - 3月28日撮影 - 日本テレビドラマ『Mother』。
    - 宇都宮駅および宮の橋周辺。第1話（同年4月14日）と第2話（同年4月21日）放送分で放映。

  - 3月31日撮影 - テレビ東京『ルビコンの決断〜エキナカビジネス』。
    - 宇都宮駅構内。同5月6日放送。

  - 撮影日不明 - テレビ東京『出没!アド街ック天国』。
    - 宇都宮駅構内。同11月2日放送。

## 隣の駅
※山形新幹線の隣の駅は、路線記事もしくは列車記事を参照。
東日本旅客鉄道（JR東日本）
 東北新幹線
小山駅 - 宇都宮駅 - 那須塩原駅
■宇都宮線
■快速（「ラビット」を含む）
雀宮駅 - 宇都宮駅
■普通
雀宮駅 - 宇都宮駅 - 岡本駅
■烏山線（当駅 - 宝積寺駅間は東北本線）
宇都宮駅 - 岡本駅
■日光線
宇都宮駅 - 鶴田駅
宇都宮ライトレール
■宇都宮芳賀ライトレール線
快速（平日朝下りのみ運転）
宇都宮駅東口停留場 (01) → 宇都宮大学陽東キャンパス停留場 (06)
各停
宇都宮駅東口停留場 (01) - 東宿郷停留場 (02)

### 記事本文